# Brug 556
Brug 556 is een kunstwerk in het Amsterdamse Bos. Het Amsterdamse Bos is een deel van de gemeente Amstelveen, terwijl de gemeente Amsterdam het beheer voert.
De brug is in 1941 ontworpen door Piet Kramer van de Dienst der Publieke Werken. Kramer ontwierp voor het Amsterdamse Bos allerlei typen bruggen zoals vlonderbruggen, duikers en een enkele ophaalbrug (brug 504). Brug 556 vormt samen met de brug 540 (Blauwebrug) en brug 566 (Boogbrug) een drietal boogbruggen. Die gezamenlijke omschrijving is dan tevens het enige dat de bruggen gemeen hebben. Zo is de brug 540 een welfbrug van beton; de brug 566 is een betonnen boogbrug en brug 556 is een houten brug.
Het duurde lang voordat brug 556 gerealiseerd werd. Hij wordt gedateerd op 1957. De brug is relatief steil ten opzichte van andere bruggen in het bos, terwijl hoogte er hier niet toe doet. Behalve kanoërs en kajakkers is hier geen scheepvaart. Het zou erop wijzen dat Kramer hier een esthetisch statement wilde maken. De brug komt is een vorm die het meest doet denken aan bruggen uit het oude Japan, zoals vastgelegd door Ando Hiroshige. Kramer had belangstelling voor de Oosterse kunst. De omgeving is dan weer nauwelijks Japans; de brug sluit aan op het radarterrein in het bos en ten zuiden van de brug staan Schotse Hooglanders.
De brug heeft voor haar doen relatief grote en massief aandoende betonnen landhoofden. De overspanning wordt getild door een houten brugpijlers met juk. Geconstateerd is dat de brug in deze bouwstijl eigenlijk geen ondersteuning in het midden nodig heeft; de boogconstructie zorgt zelf voor de benodigde stevigheid. Tussen de landhoofden ligt de brug als een spaghettisliert gebogen met stalen liggers en houten planken. Alles is daarbij rank uitgevoerd. Kramers originele beroep van timmerman kwam om de hoek kijken bij het ontwerp van de leuningen. De vier leuningen aan beide zijden golven mee met de boog in de brug. Niet alleen buigen ze verticaal, maar ook horizontaal buigen ze mee. Het eind en het begin van de brug zijn breder dan het middendek. De leuningen beginnen en eindigen in houten pilaren met verstekken en afgeronde toppen. De balusters die de leuningen dragen zijn driehoekig van opzet. Drie van de vier leuningen zijn rechthoekig, terwijl de bovenste leuning meer is aangepast aan de bovenzijde van de pilaren. De boven elkaar liggen leuningen zijn zo geplaatst zodat zij lichtjes uitkragen. Ten slotte heeft het rijdek twee hoogtes; het voetpad ligt hoger dan het fietspad.
De brug wordt ook wel aangeduid als Hoedbrug, vanwege de gelijkenis met een hoed.
De gemeente Amstelveen benoemde deze brug tot gemeentelijk monument. Ze voerde aan als redenen:
- de fraaie boogvorm
- de opvallend glooiende verschijning in een rechthoekig landschap
- de brug is representatief voor de variatie is de bruggen van Kramer hier
- de brug is herkenbaar en wezenlijk onderdeel in de bruggen van Kramer voor het Amsterdamse Bos.

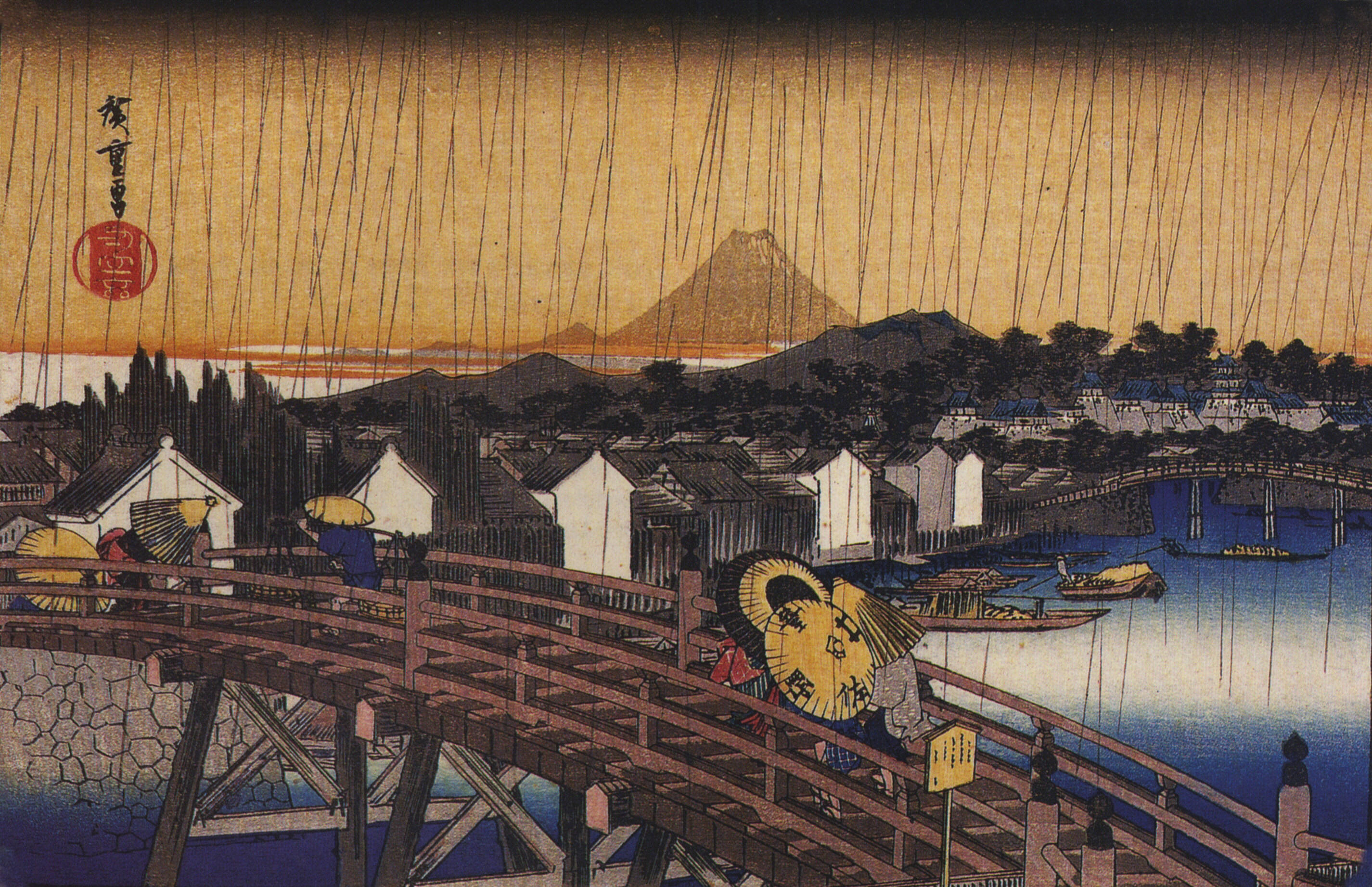
Brug in de regen door Ando Hiroshige

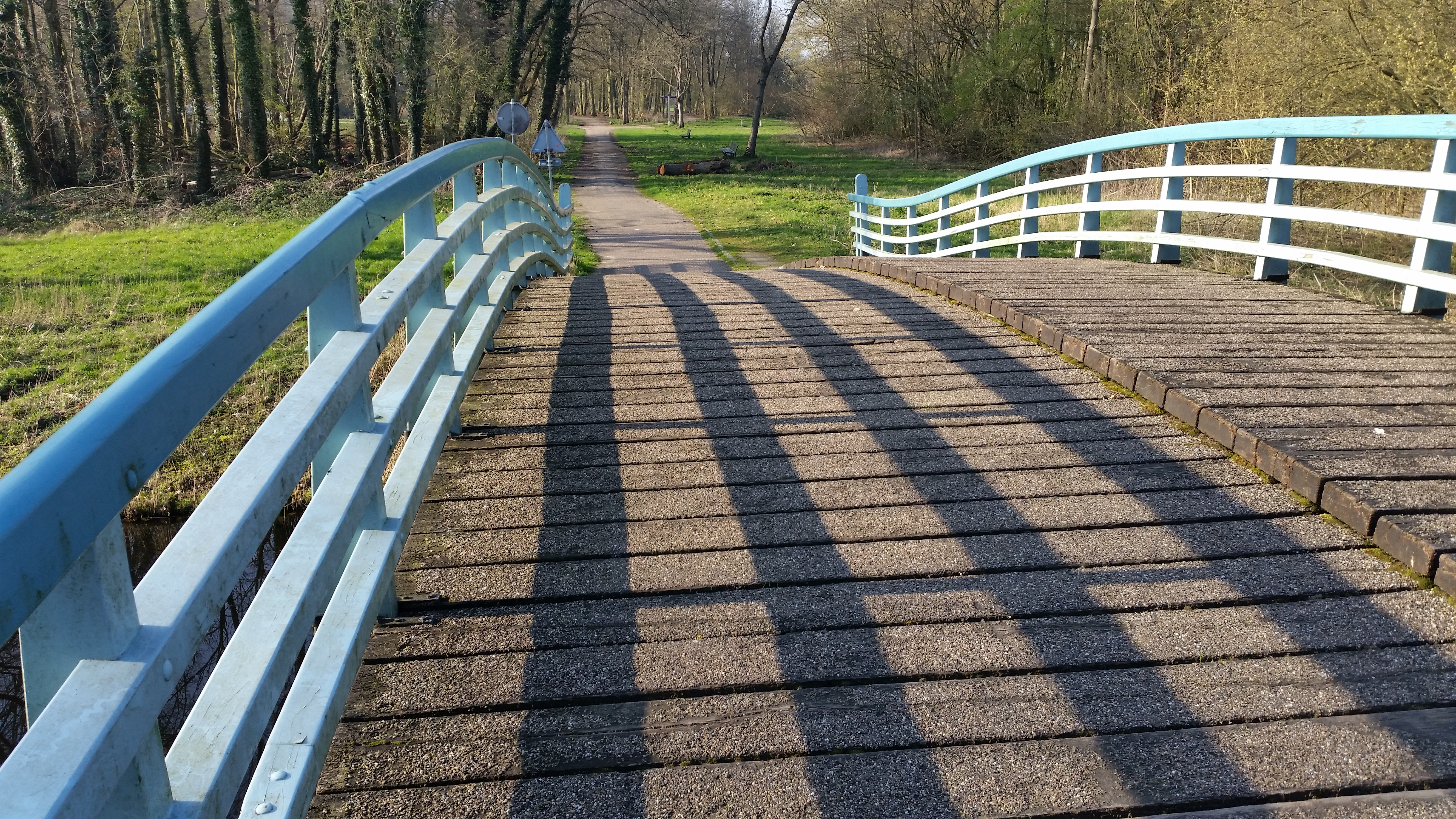
Brug 556, overzicht (maart 2019)

<<< · 500 · 501 ·  503 · 504 · 505 · 506 · 507 · 508 · 509 · 510 · 511 · 512 · 513 · 514 · 515 · 516 · 517 · 518 · 519 · 520 · 521 · 522 · 523 · 525 · 526 · 527 · 528 · 530 · 531 · 532 · 533 · 534 · 535 · 536 · 537 · 538 · 539 · 540 · 541 · 542 · 543 · 544 · 545 · 546 · 547 · 548 · 549 · 550 · 551 · 552 · 553 · 554 · 555 · 556 · 557 · 558 · 559 · 560 · 561 · 562 · 563 · 564 · 565 · 566 · 567 · 569 · 571 · 572 · 573 · 575 · 577 · 578 · 580 · 581 · 582 · 583 · 584 · 586 · 587 · 589 · 590 · 591 · 592 · 593 · 594 · >>>
Brugnummers 502, 524, 529, 568, 570, 574, 576, 579, 585, 588, 595, 596, 597, 598, 599 zijn niet (meer) vergeven.